# Leopoldia
Leopoldia is een geslacht uit de aspergefamilie. De soorten komen voor in het Middellandse Zeegebied en naastgelegen gebieden, zoals de Canarische Eilanden en Iran.

## Soorten
- Leopoldia bicolor
- Leopoldia caucasica
- Leopoldia comosa
- Leopoldia cycladica
- Leopoldia eburnea
- Leopoldia ghouschtchiensis
- Leopoldia gussonei
- Leopoldia longipes
- Leopoldia maritima
- Leopoldia tenuiflora
- Leopoldia tijtijensis
- Leopoldia weissii